# Pollaplonyx eriophorus
Pollaplonyx eriophorus är en skalbaggsart som beskrevs av Shuhei Nomura 1970. Pollaplonyx eriophorus ingår i släktet Pollaplonyx och familjen Melolonthidae. Inga underarter finns listade i Catalogue of Life.